# Apogon indicus
Apogon indicus is een  straalvinnige vissensoort uit de familie van kardinaalbaarzen (Apogonidae). De wetenschappelijke naam van de soort is voor het eerst geldig gepubliceerd in 2001 door Greenfield.
De soort staat op de Rode Lijst van de IUCN als niet bedreigd, beoordelingsjaar 2009.